# Coppa del mondo di arrampicata 2014
La Coppa del mondo di arrampicata 2014 si è disputata dal 26 aprile al 16 novembre, nelle tre specialità lead, boulder e speed.

## Classifica maschile

### Generale
| Pos. | Atleta       |
| ---- | ------------ |
| 1    | Sean McColl  |
| 2    | Adam Ondra   |
| 3    | Domen Škofic |

### Lead
| Pos.                                                                        | Atleta                   | CHN      | FRA      | FRA     | AUT         | KOR | CHN | JPN | SLO | Punti |
| --------------------------------------------------------------------------- | ------------------------ | -------- | -------- | ------- | ----------- | --- | --- | --- | --- | ----- |
| 1                                                                           | Jakob Schubert           | 1        | 2        | 3       | 3           | 1   | 17  | 4   | 5   | 516   |
| 2                                                                           | Sean McColl              | 2        | 9        | 6       | 2           | 5   | 5   | 5   | 2   | 440   |
| 3                                                                           | Adam Ondra               | 9        | 27       | 8       | 1           | 9   | 19  | 1   | 1   | 428   |
| 4                                                                           | Romain Desgranges        | 4        | 5        | 2       | 4           | 3   | 3   | 7   | 7   | 414   |
| 5                                                                           | Domen Škofic             | 6        | 3        | 14      | 7           | 2   | 4   | 3   | 4   | 410   |
| 6                                                                           | Ramón Julián Puigblanque | 15       | 6        | 4       | 6           | 4   | 2   | 25  | 8   | 346   |
| 7                                                                           | Sachi Amma               |          | 1        | 1       |             |     |     | 2   | 3   | 345   |
| 8                                                                           | Gautier Supper           | 3        | 18       | 5       | 5           | 8   | 8   | 8   | 12  | 315   |
| 9                                                                           | Stefano Ghisolfi         | 7        | 25       | 16      | 8           | 6   | 1   | 18  | 6   | 313   |
| 10                                                                          | Magnus Midtboe           | 10       | 7        | 10      | 10          | 10  | 12  | 6   |     | 252   |
| \| Legenda \| 1º posto \| 2º posto \| 3º posto \| A punti \| Senza punti \| |                          |          |          |         |             |     |     |     |     |       |
| Legenda                                                                     | 1º posto                 | 2º posto | 3º posto | A punti | Senza punti |     |     |     |     |       |

### Boulder
| Pos.                                                                        | Atleta                   | CHN      | AZE      | CHE     | AUT         | CAN | USA | CHN | FRA | Punti |
| --------------------------------------------------------------------------- | ------------------------ | -------- | -------- | ------- | ----------- | --- | --- | --- | --- | ----- |
| 1                                                                           | Jan Hojer                | 1        | 2        | 1       | 10          | 2   | 7   | 1   | 4   | 558   |
| 2                                                                           | Dmitrij Šarafutdinov     | 2        | 1        | 2       | 4           |     | 1   | 7   | 21  | 467   |
| 3                                                                           | Guillaume Glairon Mondet | 5        | 15       | 10      | 5           | 1   | 2   | 3   | 2   | 461   |
| 4                                                                           | Rustam Gel'manov         | 15       | 3        | 15      | 3           | 5   | 20  |     | 1   | 337   |
| 5                                                                           | Kilian Fischhuber        | 19       | 4        | 3       | 1           | 8   | 5   |     |     | 325   |
| 6                                                                           | Sean McColl              |          |          | 21      | 8           | 3   | 3   | 2   | 7   | 302   |
| 7                                                                           | Jeremy Bonder            | 11       | 5        | 17      | 22          | 7   | 4   |     | 3   | 272   |
| 8                                                                           | Jernej Kruder            | 13       | 16       | 6       | 7           | 9   | 15  |     | 10  | 227   |
| 9                                                                           | Jongwon Chon             | 7        |          |         |             | 4   | 16  | 4   | 15  | 195   |
| 10                                                                          | Jorg Verhoeven           | 3        | 14       | 31      | 14          | 17  | 17  | 13  | 17  | 193   |
| \| Legenda \| 1º posto \| 2º posto \| 3º posto \| A punti \| Senza punti \| |                          |          |          |         |             |     |     |     |     |       |
| Legenda                                                                     | 1º posto                 | 2º posto | 3º posto | A punti | Senza punti |     |     |     |     |       |

### Speed
| Pos.                                                                        | Atleta                | CHN      | AZE      | CHN     | FRA         | ITA | KOR | CHN | Punti |
| --------------------------------------------------------------------------- | --------------------- | -------- | -------- | ------- | ----------- | --- | --- | --- | ----- |
| 1                                                                           | Daniïl Boldyrjev      | 2        | 1        | 3       | 1           | 5   | 3   | 10  | 461   |
| 2                                                                           | Libor Hroza           | 3        | 5        | 8       | 7           | 1   | 2   | 2   | 419   |
| 3                                                                           | Marcin Dzieński       | 6        | 11       | 2       | 2           | 4   | 1   | 8   | 402   |
| 4                                                                           | Qixin Zhong           | 8        | 3        | 1       | 8           | 16  |     | 1   | 365   |
| 5                                                                           | Bassa Mawem           | 5        | 4        | 7       | 4           | 2   | 4   | 3   | 361   |
| 6                                                                           | Stanislav Kokorin     | 1        | 6        | 6       | 16          | 6   | 7   | 4   | 339   |
| 7                                                                           | Evgenij Vajcechovskij | 4        | 2        | 4       | 14          | 15  | 5   | 6   | 312   |
| 8                                                                           | Arsenij Ševčenko      | 11       | 7        | 9       | 10          | 7   | 6   | 7   | 247   |
| 9                                                                           | Quentin Nambot        |          |          |         | 5           | 8   | 9   | 9   | 165   |
| 10                                                                          | Leonardo Gontero      | 15       | 10       |         | 11          | 9   |     |     | 124   |
| \| Legenda \| 1º posto \| 2º posto \| 3º posto \| A punti \| Senza punti \| |                       |          |          |         |             |     |     |     |       |
| Legenda                                                                     | 1º posto              | 2º posto | 3º posto | A punti | Senza punti |     |     |     |       |

## Classifica femminile

### Generale
| Pos. | Atleta        |
| ---- | ------------- |
| 1    | Akiyo Noguchi |
| 2    | Mina Markovič |
| 3    | Momoka Oda    |

### Lead
| Pos.                                                                        | Atleta               | CHN      | FRA      | FRA     | AUT         | KOR | CHN | JPN | SLO | Punti |
| --------------------------------------------------------------------------- | -------------------- | -------- | -------- | ------- | ----------- | --- | --- | --- | --- | ----- |
| 1                                                                           | Jain Kim             | 1        | 1        | 1       | 2           | 6   | 10  | 1   | 2   | 607   |
| 2                                                                           | Mina Markovič        | 5        | 3        | 6       | 5           | 1   | 1   | 2   | 1   | 547   |
| 3                                                                           | Magdalena Röck       | 2        | 2        | 2       | 1           | 4   | 4   | 5   | 9   | 501   |
| 4                                                                           | Anak Verhoeven       | 3        | 4        | 3       | 4           | 2   | 2   | 6   | 7   | 447   |
| 5                                                                           | Hélène Janicot       | 7        | 15       | 9       | 9           | 3   | 3   | 7   | 10  | 324   |
| 6                                                                           | Katharina Posch      | 10       | 13       | 8       | 15          | 5   | 5   | 12  | 5   | 281   |
| 7                                                                           | Maja Vidmar          |          | 12       | 4       |             | 9   | 8   | 3   | 8   | 265   |
| 8                                                                           | Dinara Fachritdinova | 6        | 5        | 10      | 13          | 11  | 13  | 15  | 26  | 237   |
| 9                                                                           | Yuka Kobayashi       | 8        | 20       | 18      |             | 10  | 6   | 8   | 6   | 236   |
| 10                                                                          | Akiyo Noguchi        |          | 6        | 7       |             |     |     | 4   | 3   | 210   |
| \| Legenda \| 1º posto \| 2º posto \| 3º posto \| A punti \| Senza punti \| |                      |          |          |         |             |     |     |     |     |       |
| Legenda                                                                     | 1º posto             | 2º posto | 3º posto | A punti | Senza punti |     |     |     |     |       |

### Boulder
| Pos.                                                                        | Atleta             | CHN      | AZE      | CHE     | AUT         | CAN | USA | CHN | FRA | Punti |
| --------------------------------------------------------------------------- | ------------------ | -------- | -------- | ------- | ----------- | --- | --- | --- | --- | ----- |
| 1                                                                           | Akiyo Noguchi      | 3        | 2        | 4       | 3           | 1   | 1   | 1   | 1   | 610   |
| 2                                                                           | Shauna Coxsey      | 2        | 3        | 1       | 1           | 2   | 5   | 2   | 5   | 556   |
| 3                                                                           | Anna Stöhr         | 5        | 1        | 2       | 2           | 8   | 3   | 3   | 6   | 488   |
| 4                                                                           | Juliane Wurm       | 1        | 4        | 3       | 8           | 5   | 7   | 5   | 3   | 430   |
| 5                                                                           | Miho Nonaka        |          |          | 8       | 6           | 4   | 11  | 6   | 2   | 300   |
| 6                                                                           | Alex Puccio        | 4        | 6        | 5       | 9           | 3   | 10  |     |     | 289   |
| 7                                                                           | Marine Thévenet    | 6        | 7        | 12      | 5           | 14  | 6   |     | 9   | 277   |
| 8                                                                           | Fanny Gibert       | 7        | 11       | 23      | 13          | 12  | 2   |     | 4   | 270   |
| 9                                                                           | Katharina Saurwein | 21       | 12       | 37      | 7           | 16  | 9   | 8   | 16  | 197   |
| 10                                                                          | Momoka Oda         | 10       | 8        | 10      | 10          |     |     | 10  |     | 174   |
| \| Legenda \| 1º posto \| 2º posto \| 3º posto \| A punti \| Senza punti \| |                    |          |          |         |             |     |     |     |     |       |
| Legenda                                                                     | 1º posto           | 2º posto | 3º posto | A punti | Senza punti |     |     |     |     |       |

### Speed
| Pos.                                                                        | Atleta               | CHN      | AZE      | CHN     | FRA         | ITA | KOR | CHN | Punti |
| --------------------------------------------------------------------------- | -------------------- | -------- | -------- | ------- | ----------- | --- | --- | --- | ----- |
| 1                                                                           | Marija Krasavina     | 2        | 1        | 1       | 3           | 3   | 6   | 1   | 510   |
| 2                                                                           | Julija Kaplina       | 1        | 2        | 2       | 5           | 15  | 1   | 3   | 476   |
| 3                                                                           | Anouck Jaubert       | 3        | 3        | 3       | 4           | 1   | 2   | 2   | 455   |
| 4                                                                           | Klaudia Buczek       | 5        | 7        | 7       | 7           | 18  | 4   | 4   | 290   |
| 5                                                                           | Julija Levočkina     | 4        | 5        | 5       | 12          | 2   |     |     | 265   |
| 6                                                                           | Aleksandra Rudzińska | 8        | 4        | 4       | 2           | 16  |     |     | 250   |
| 7                                                                           | Alina Gajdamakina    | 15       | 6        | 6       | 1           | 13  |     |     | 242   |
| 7                                                                           | Monika Prokopiuk     | 14       | 15       | 9       | 8           | 6   | 5   | 7   | 242   |
| 9                                                                           | Edyta Ropek          | 9        | 13       | 10      | 16          | 9   | 8   | 5   | 225   |
| 10                                                                          | Patrycja Chudziak    |          |          |         | 9           | 4   | 3   | 6   | 204   |
| \| Legenda \| 1º posto \| 2º posto \| 3º posto \| A punti \| Senza punti \| |                      |          |          |         |             |     |     |     |       |
| Legenda                                                                     | 1º posto             | 2º posto | 3º posto | A punti | Senza punti |     |     |     |       |